# Erik Wallensköld
Erik Wallensköld, född 4 maj 1779 i Tohmajärvi, död 18 oktober 1846 i Åbo, var en finländsk ämbetsman. 
Wallensköld, som var son till "karelska kungen" Gabriel Wallenius, kronofogde i Norra Karelen 1759–1780, inledde sin karriär vid Åbo hovrätt, men flyttade sedan han fått anställning vid den kejserliga regeringskonseljen till den nya huvudstaden Helsingfors; var sedermera senator och chef för kansliexpeditionen (1816–1820), chef för Finlands Bank (1820–1822), vice landshövding (1822–1826) och landshövding (1826–1828) i Åbo och Björneborgs län samt president i Åbo hovrätt (1832–1840). Han adlades 1832 och antog då namnet Wallensköld.
Hans son, senator Adolf Waldemar Wallensköld (1828–1873), som gjort karriär vid de finländska ämbetsverken i Sankt Petersburg och från 1870 var ledamot av senatens justitiedepartement, var far till Axel Wallensköld.